# Mòng biển mắt trắng
Mòng biển mắt trắng (danh pháp hai phần: Ichthyaetus leucophthalmus) là một loài chim trong họ Laridae.
Loài này sinh sản trên hòn đảo ven bờ với những tảng đá và những bãi biển cát, chẳng hạn như quần đảo Siyal ở Biển Đỏ từ tháng Bảy-tháng chín. Trong thời gian còn lại của năm nó hiện diện khắp Biển Đỏ, với một số con bay đến tận đến Oman và Somalia.
Mòng biển mắt trắng là loài đặc hữu của Biển Đỏ. Đây là một trong những loài mòng biển hiếm nhất thế giới, với dân số chỉ 4.000 - 6.500 cặp. Loài này được phân loại như là gần bị đe dọa bởi IUCN, do đe dọa của con người và ô nhiễm dầu.